# Pedrinate
Pedrinate est une localité suisse de la commune de Chiasso (canton du Tessin). La municipalité de Pedrinate a rejoint la commune de Chiasso en 1976. Elle se caractérise par le fait qu'elle est le point le plus méridional de Suisse (45°49'N).